# Holotrichia geilenkeuseri
Holotrichia geilenkeuseri är en skalbaggsart som beskrevs av Brenske 1902. Holotrichia geilenkeuseri ingår i släktet Holotrichia och familjen Melolonthidae. Inga underarter finns listade i Catalogue of Life.